# 中亚滨藜
中亚滨藜（学名：Atriplex centralasiatica）为苋科滨藜属的植物。分布在西伯利亚、蒙古、中亚以及中国大陆的内蒙古、陕西、辽宁、山西、青海、吉林、西藏、新疆、宁夏、河北、甘肃等地，生长于海拔2,300米的地区，常生长在戈壁、荒地和海滨土荒漠，目前尚未由人工引种栽培。

## 异名
- Atriplex centralasiatica Iljin var. megalotheca (M. Pop.) G. L. Chu